# 表町 (新竹市)

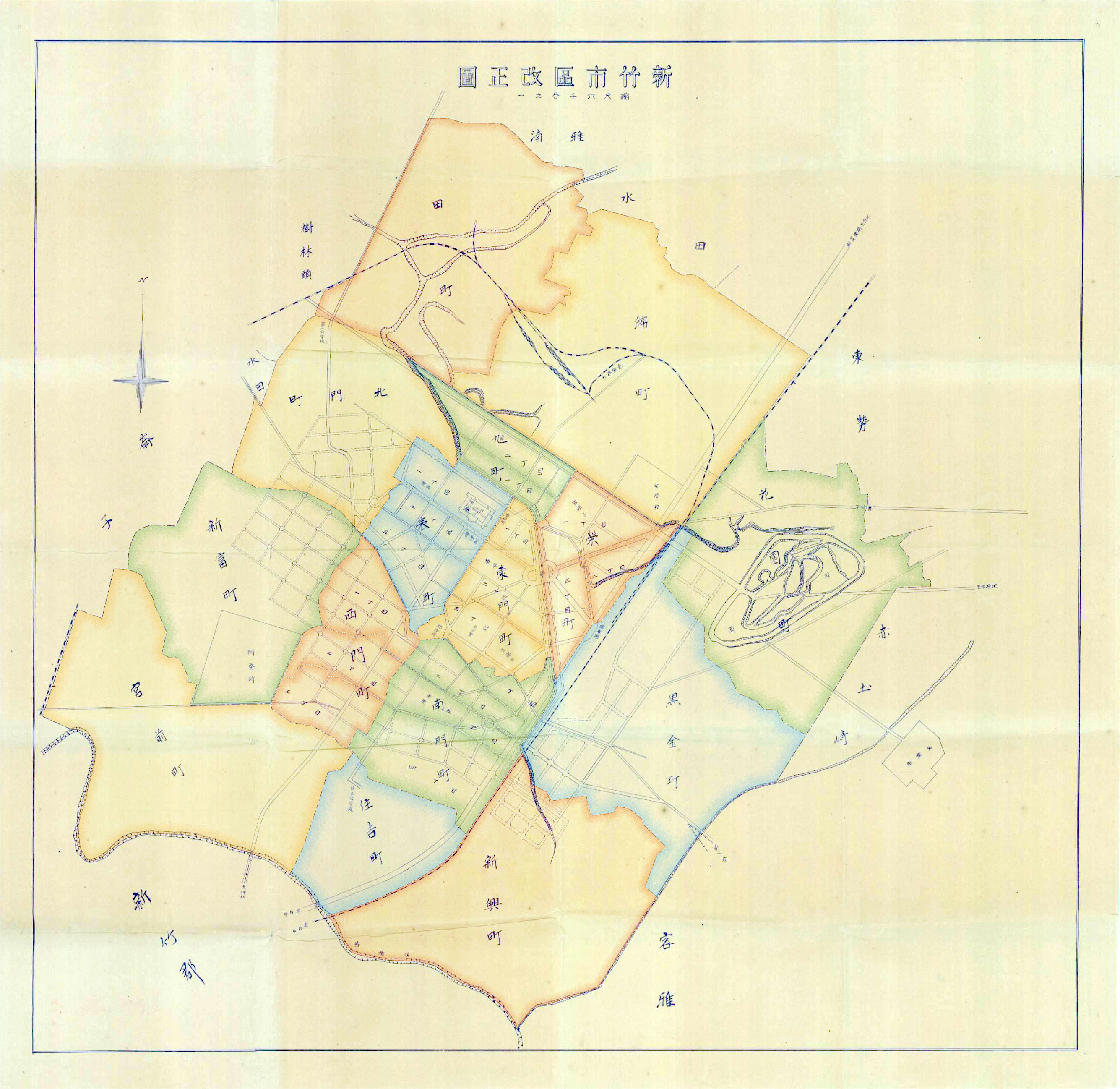
新竹市町名

表町為新竹州新竹市自1935年實施町名改正所成立的行政區之一，共分為三個丁目，有許多行政與商業設施坐落在此，位於現今新竹市北區，大致為北大路、長安街、中央路和護城河之間的街廓。日治時期的町名在戰後改為地籍劃分，新竹市表町一至三丁目仍可對照於地籍的中山段一至三小段。

## 設施
官公署
- 新竹州廳
- 新竹警察署
- 新竹地方法院
- 營林所新竹出張所
- 新竹內務局出張員詰所
- 市立北辰醫院
- 新竹州農會事務所

會社、產業組合
- 台灣商工銀行新竹支店
- 新竹州紅茶同業組合（州廳內）
- 新竹州帽子編同業組合（州廳內）
- 新竹信用組合
- 新竹共榮信用組合
- 新竹庶民信用組合
- 新竹建築利用組合

其他
- 新竹都城隍廟[1]